# بهية بنت عنتر
لالة بهية بنت عنتر (غير معروف - 3 سبتمبر 2008) كانت الزوجة الثالثة لمحمد الخامس ملك المغرب، الذي حكم من عام 1927 حتى عام 1961. وكانت بهية أيضًا والدة الأميرة لالة أمينة.

## سيرة
كانت لالة بهية سيدة من عائلة أمازيغية ثرية ولها أصول كلاوية.
توفيت في 3 سبتمبر 2008. أقيمت جنازتها في ضريح مولاي الحسن بدار المخزن في الرباط.

## الزواج
تزوجت لالة بهية من السلطان سيدي محمد في صيف عام 1953، في حفل سري. وكان للزوجين ابنة واحدة:
- صاحبة السمو الملكي الأميرة لالة أمينة (1954-2012)، ولدت في أنتسيرابي.